# Сираиси, Такахиро
Такахиро Сираиси (яп. 白石 隆浩 Сираиси Такахиро); 9 октября 1990, Дзама, Канагава — 27 июня 2025, Токио) — японский серийный убийца, признавшийся, что в период между 22 августа и 23 октября 2017 года убил 8 девушек и одного парня в возрасте от 15 до 26 лет в своём доме в городе Дзама (префектура Канагава, Япония).

## Биография
Такахиро Сираиси родился 9 октября 1990 года в городе Дзама (префектура Канагава, Япония). У него была старшая сестра, отец занимался автомобильным бизнесом, поэтому в 1994 году семья перебралась в город Иокогама, где Сираиси в 2009 году окончил среднюю школу, после чего до октября 2011 года работал в местном супермаркете. По воспоминаниям коллег, он прекрасно справлялся со своими обязанностями и даже был принят в штат постоянных сотрудников, однако затем, по словам родственников, он внезапно уволился, стал депрессивным и замкнутым, начал часто менять работы и перемещаться по стране, некоторое время жил в Токио и Эбине.
Во время проживания в Токио Такахиро работал рекламным агентом в компании, предоставляющей по документам работу молодым женщинам, однако в реальности компания нанимала девушек под видом престижной работы и отправляла их в различные бордели Токио. В феврале 2017 года фирма была разоблачена и ликвидирована правоохранительными органами, а уже в марте 2017 года Сираиси приговорили к условному сроку лишения свободы. После этого он около пяти месяцев не мог найти работу, так как каждый раз ему отказывали из-за наличия судимости. Соседи в районе, где жил будущий убийца также стали сторониться его из-за довольно громкого для Японии уголовного дела, всё это вынудило Сираиси вернуться в город своего детства — Дзаму.

## Серия убийств
Ещё в марте 2017 года Такахиро Сираиси завел собственный аккаунт в Twitter и начал общение с молодыми девушками, желающими покончить с собой. 18 августа 2017 года Такахиро приехал в Дзаму и поселился в квартире, аренда которой обошлась в 510 тыс. иен. Схема, по которой действовал преступник, всегда была одинаковой: через социальные сети (чаще всего Twitter) Сираиси знакомился с девушкой, желающей совершить самоубийство, и предлагал ей свою помощь в совершении суицида (в некоторых случаях даже предлагал совершить самоубийство вместе).
После того как жертва соглашалась встретиться с Сираиси, тот заманивал её в своё жилище, после чего либо нападал сразу (связывал кабелем, а затем насиловал и душил заранее приготовленной веревкой), либо предлагал выпить вместе с ним, попутно подмешивая в напиток большие дозы снотворного (изнасилование и убийство в этом случае совершалось уже после того, как жертва теряла сознание). Труп затем обворовывал, забирая все ценности и наличные деньги, после чего расчленял тело и прятал останки в доме.
Первое убийство Сираиси совершил 22 или 23 августа 2017 года, заманив в свой дом 21-летнюю студентку, которую изнасиловал и задушил поясом от халата, после чего забрал у жертвы 360 000 Иен. 28 августа 2017 года изнасиловал и задушил 15-летнюю школьницу, труп которой расчленил и спрятал в своём доме. 30 августа 2017 года 20-летний парень первой жертвы Сираиси сумел связаться с ним, как с человеком, который последним видел его девушку живой. Убийца пригласил его на встречу в свой дом, чтобы поговорить об исчезновении девушки, во время разговора Сираиси предложил собеседнику выпить, попутно подмешав в напиток снотворное. Дождавшись, когда молодой человек потеряет сознание, Сираиси задушил его, забрал бывшие у жертвы 1000 иен и избавился от трупа.
16 сентября изнасиловал, задушил и ограбил на 200 иен в своём доме 19-летнюю студентку, 24 сентября изнасиловал, убил и ограбил 26-летнюю женщину, а уже 28 сентября — 17-летнюю школьницу. 30 сентября 2017 года также убил ещё одну 17-летнюю школьницу. 18 октября 2017 года задушил и ограбил 25-летнюю женщину (по словам Сираиси, из всех его жертв она единственная добровольно вступала с ним в интимную связь, но преступник всё равно убил её). Последнее убийство Сираиси совершил 23 октября 2017 года, изнасиловав, задушив и ограбив в своём доме 23-летнюю девушку.

## Арест и суд
Официально все жертвы Такахиро Сираиси числились как пропавшие без вести, пока не началось расследование исчезновения 23-летней девушки — последней жертвы Сираиси. Полицейские смогли отследить путь девушки по уличным камерам видеонаблюдения (некоторые из них были установлены недалеко от дома убийцы), 30 октября 2017 года сотрудники полиции наведались в дом Сираиси, который признался в последнем и ещё 8 убийствах. Полицейские обнаружили более 240 фрагментов человеческих останков в нескольких больших морозильных камерах, находившихся в доме убийцы.
31 октября 2017 года Такахиро Сираиси был официально заключен под арест по подозрению в совершении 9 убийств. Психиатрическая экспертиза, длившаяся более 5 месяцев, признала его вменяемым. 10 сентября 2018 года серийный убийца полностью признал свою вину в совершении изнасилований, грабежей и 9 убийств, а также в попытке скрыть следы преступления, избавившись от тел.
На судебном процессе, начавшемся только через два года — 1 октября 2020 года, серийный убийца полностью признал вину в совершении 9 убийств. В свою очередь, адвокаты Сираиси заявили, что его жертвы выразили согласие на то, чтобы их убили: наказание за убийство с согласия жертвы предусматривает от шести месяцев до семи лет лишения свободы. Однако сам Такахиро не согласился с адвокатами, заявив, что его мотивы были корыстными и жертвы не выражали согласия на убийство; сам он при этом не имел суицидальных наклонностей, хотя и пытался убеждать в этом жертв. По заявлению преступника, «нервными и обеспокоенными людьми, которые выражали желание покончить с собой, было легче манипулировать».
15 декабря 2020 года суд Токио приговорил Такахиро Сираиси к смертной казни. После оглашения приговора Сираиси заявил, что отказывается от подачи апелляции. 5 января 2021 года приговор был окончательно утверждён. 27 июня 2025 года Сираиси был повешен. Эта казнь стала первой в Японии после почти трёхлетнего перерыва. Предыдущим казнённым преступником был 39-летний Томохиро Като, повешенный в июле 2022 года за массовый наезд и последующее нападение на людей с ножом в Акихабаре в Токио в 2008 году.